# Phyllonorycter amseli
Phyllonorycter amseli is een vlinder uit de familie mineermotten (Gracillariidae). De wetenschappelijke naam is voor het eerst geldig gepubliceerd in 1955 door Povolny & Gregor.
De soort komt voor in Europa.